# Shaun Cansdell
Shaun Cansdell est un surfeur professionnel australien né le 11 décembre 1978 à Sydney en Nouvelle-Galles du Sud. Il participe au circuit d'élite du championnat du monde de surf à deux reprises en 2006 et 2007. Aujourd'hui, il s'est reconverti shaper et possède une marque de planches à son nom.

## Biographie
Il obtient son meilleur résultat sur le CT en 2006 en terminant deuxième du Globe Fiji Pro derrière l'Américain Damien Hobgood.

## Palmarès et résultats

### Saison par saison
- 2003 :
  - 1er du O'Neill Belmar Pro à Belmar (États-Unis)[1]

- 2006 :
  - 2e du Globe Fiji Pro à Tavarua (Fidji)[2]

- 2007 :
  - 2e du La Caja de Canarias La Santa Surf à Lanzarote (Îles Canaries)[3]
  - 1er du Rip Curl Pro à Hossegor et Seignosse (France)[4]

- 2010 :
  - 3e du O'Neill Coldwater Classic Scotland à Thurso (Écosse)[5]
  - 3e du O'Neill Coldwater Classic Canada sur l'Île de Vancouver (Canada)[6]

### Classements
| Année             | 2005 | 2006 | 2007 | 2011 | 2012 |
| ----------------- | ---- | ---- | ---- | ---- | ---- |
| Qualifying Series | 4e   |      |      | 111e | 256e |
| Championship Tour |      | 22e  | 39e  |      |      |